# Nemocnice na kraji města – nové osudy
Nemocnice na kraji města – nové osudy je pokračování seriálu Nemocnice na kraji města a seriálu Nemocnice na kraji města po dvaceti letech. Scénář napsala Lucie Konášová.
Jako v předchozích sériích se děj seriálu odehrává v borské nemocnici, kde opět sleduje životní osudy hlavních hrdinů – tentokrát primářky Alžběty Čeňkové, ředitele Arnošta Blažeje, jeho dvou synů Arnošta a Jana, manželů Machovcových a jejich dcery Vendulky, mladé sestry Fany. Důležitými postavami seriálu jsou dále postavy ortopeda Kryštofa Pavelky a doktorky chirurgie Marie Hudcové.
Premiéra 1. epizody byla vysílána 26. září 2008, závěrečná epizoda byla odvysílána 19. prosince 2008.

## Díly
1. Výročí
2. První kytice
3. Setkání
4. Noční telefonát
5. Rána zezadu
6. Smyčka
7. Výměna stráží
8. Nový vítr
9. Sehrávání
10. Jako v ráji
11. Velké naděje
12. Adventní nadílka
13. Tichá noc

## Obsazení
- Eliška Balzerová – MUDr. Alžběta Čeňková
- Josef Abrhám – MUDr. Arnošt Blažej
- Saša Rašilov mladší – MUDr. Arnošt Blažej junior
- Ondřej Brousek – Jan Blažej
- Jana Štěpánková – MUDr. Dana Králová
- Tomáš Töpfer – MUDr. Miroslav Machovec
- Hana Maciuchová – Milada Bártová, původně Blažejová
- Vilma Cibulková – MUDr. Marie Hudcová
- Barbora Hrzánová – MUDr. Alexandra "Saša" Machovcová
- Richard Krajčo – MUDr. Kryštof Pavelka
- Jitka Ježková – sálová sestra Alča
- Kamil Halbich – MUDr. Vítek Krásný
- Danica Jurčová – zdravotní sestra Fany
- Martin Preiss – MUDr. Milan Kopal
- Viktor Preiss – Přemysl Rezek
- Lucie Vondráčková – Linda Svatopluková
- Miluše Šplechtová – vrchní sestra Míša
- Martina Válková – Karolína Filla
- Jiří Bartoška – Petr Svatopluk
- Libuše Šafránková – Anna
- Jiří Korn – Klaus Funke
- Zuzana Dřízhalová – Eliška
- Marko Igonda – Míra
- Dana Černá – fyzioterapeutka Vlasta
- Martin Bohadlo – sanitář Pepča
- Helga Čočková – Irena Svatopluková
- Natalia Veselá – Vendulka Machovcová
- Zora Jandová – zpěvačka Elin
- Oldřich Kaiser – MUDr. Peterka
- Filip Blažek – sanitář Tomáš